# Лісова пожежа біля Рубіжного (1996)
Лісові пожежі біля міста Рубіжне у 1996 році — лісові пожежі, що тривали літом 1996 року біля міста Рубіжне в Луганській області. Це була одна з найбільших лісових катастроф у регіоні до значних пошкоджень Серебрянського лісу під час російсько-української війни.
Літо 1996 року було аномально спекотним, що створило загрозу займання лісів. Ця трагедія призвела до серйозних екологічних та соціальних наслідків, залишивши глибокий слід у пам’яті місцевих жителів.